# Andrzej Blumenfeld
Andrzej Stanisław Blumenfeld (ur. 12 sierpnia 1951 w Zabrzu, zm. 14 sierpnia 2017 w Warszawie) – polski aktor filmowy, teatralny, telewizyjny i dubbingowy.

## Życiorys
W 1973 ukończył studia w Państwowej Wyższej Szkole Teatralnej imienia Aleksandra Zelwerowicza w Warszawie. Zadebiutował w roli Posłańca w Antygonie Sofoklesa (w reżyserii Adama Hanuszkiewicza). Był zatrudniony w Bałtyckim Teatrze Dramatycznym im. Juliusza Słowackiego w Koszalinie (1973–1975) i Teatrze Wybrzeże w Gdańsku (1975–1980). W 1980 został aktorem Teatru Dramatycznego w Warszawie (1980–1991), a jedenaście lat później dołączył do zespołu Teatru Studio im. Stanisława Ignacego Witkiewicza (1991–1997). W 1997 zaczął grać w Teatrze Narodowym w Warszawie, w 2013 powrócił do Teatru Dramatycznego.
Zagrał w wielu filmach – produkcjach polskich i zagranicznych. Występował w Kabarecie Olgi Lipińskiej.
Był też aktorem dubbingowym, zarówno w filmach jak i grach komputerowych. Jego głos można usłyszeć w kilkudziesięciu produkcjach.
Ponadto regularnie występował w Teatrze Polskiego Radia.
Postanowieniem Prezydenta RP z dnia 22 sierpnia 2005 za zasługi w pracy artystycznej został odznaczony Złotym Krzyżem Zasługi. W 2013 otrzymał Srebrny Medal „Zasłużony Kulturze Gloria Artis”.
Zmarł 14 sierpnia 2017 w Warszawie. 22 sierpnia 2017 został pochowany na cmentarzu Wolskim (kwatera 89, rząd 4, grób 3).

## Filmografia
- 2018: Bez słowa (Mute) jako zbir
- 2017: Bikini Blue jako Blind Friend[8]
- 2016: Druga szansa jako ordynator
- 2015: Ambasador nadziei (Persona Non Grata) jako Chaim Rosenthal
- 2015: Bangistan(inne języki) jako Wilfred
- 2015: Carte blanche jako Jacek Florczak, nauczyciel WF-u
- 2014: To nie koniec świata jako Tadeusz, mąż Kamili (odc. 17)
- 2013: Wykapany ojciec (Delivery Man)[9] jako Mikołaj
- 2012–2014: Prawo Agaty jako sędzia Rybicki (odc. 18 i 58)
- 2012: Ojciec Mateusz (odc. 95)
- 2012: Na Wspólnej jako ojciec Zuzy
- 2010: Operacja Reszka jako kierownik rosyjskiego pociągu
- 2010: 1920. Wojna i miłość jako młynarz Samuel (odc. 3 i 4)
- 2009: Siostry jako Gawoł (odc. 7)
- 2008: Czas honoru jako prezes gminy żydowskiej (odc. 5)
- 2008: Trzeci oficer jako „Motyl” (odc. 1)
- 2008: Wiosna 1941 jako burmistrz Grol
- 2005: Jan Paweł II jako Edward Gierek
- 2004–2006: Pensjonat pod Różą jako Jaś
- 2003: Zróbmy sobie wnuka jako właściciel mieszkania
- 2002: Pianista jako Benek
- 2002: Król przedmieścia jako doktor Nowak, aktor grający w serialu „Szpital ostatniej szansy”
- 2001–2002: Marzenia do spełnienia jako Stefan, dyrektor domu kultury
- 2000–2001: Przeprowadzki jako milioner Nukim Teitelbaum
- 2000: M jak miłość jako prezes wydziału w Sądzie Rejonowym
- 2000: Prymas. Trzy lata z tysiąca jako Herbert, UB-ek podsłuchujący prymasa w Stoczku Warmińskim
- 1999: Opowieść syryjska jako lektor
- 1999: Trzy szalone zera jako krytyk
- 1999: Kiler-ów 2-óch jako Celejewski, adwokat Lipskiego
- 1998: Ekstradycja 3 jako Klaus Blumenfeld, uczestnik spotkania w Jabłonnie
- 1998: Matki, żony i kochanki jako Witold Dębicki, mąż Stefanii Pawelcowej
- 1998–2003: Miodowe lata jako naczelny kasjer
- 1997: Wojenna narzeczona jako farmer francuski
- 1996: Bar Atlantic jako redaktor Kwarta
- 1995: Prowokator jako Struwe
- 1995: Dama kameliowa jako Natan Nussen, właściciel sklepu
- 1995: Pułkownik Kwiatkowski jako chirurg wojskowy
- 1994: Molly jako Pavel Kowalski
- 1994–1997: Kapitan jako Siletzki
- 1993–1994: Zespół adwokacki jako biegły sądowy opiniujący w sprawie Malaka
- 1993: Tylko strach jako inżynier wozu transmisyjnego
- 1992: Pierścionek z orłem w koronie
- 1992: 1968. Szczęśliwego Nowego Roku jako major
- 1992: Kuchnia polska jako major przesłuchujący Jacka (odc. 4)
- 1990: Kapitan Konrad
- 1988: Kornblumenblau jako flecista
- 1988: Dekalog IV jako przyjaciel Michała
- 1988: Obywatel Piszczyk
- 1988–1990: Mistrz i Małgorzata jako lekarz
- 1986: Cudowne dziecko jako nauczyciel
- 1986: Nieproszony gość
- 1986: Biały smok jako Bartan
- 1976–1987: 07 zgłoś się jako oficer dyżurny w Gdańsku
- 1974: Padalce jako Bielinek

## Polski dubbing
- 2017: Auta 3 – pan Król
- 2016: Kung Fu Panda 3  – Kai, DOOM – Samuel Hayden
- 2016: Uncharted 4: Kres złodzieja – Victor „Sully” Sullivan
- 2015: Uncharted: Fortuna Drake’a – Victor „Sully” Sullivan
- 2015: Ant-Man – Mitchell Carson
- 2015: Wiedźmin 3: Dziki Gon – Sigismund Dijkstra
- 2015: Dying Light – Kadir „Rais” Suleiman
- 2014: Munio: Strażnik Księżyca – Jul
- 2014: Diablo III: Reaper of Souls – archanioł Tyrael
- 2014: Transformers: Wiek zagłady – Lockdown
- 2013: Rysiek Lwie Serce – Ponuriusz
- 2012: Halo 4 – Didact
- 2011: League of Legends – Talon, Olaf oraz Trundle
- 2011: Wiedźmin 2: Zabójcy królów – Łysy
- 2011: Tajemnice domu Anubisa – taksówkarz
- 2011: The Elder Scrolls V: Skyrim
- 2011: Happy Feet: Tupot małych stóp 2
- 2011: Uncharted 3: Oszustwo Drake’a – Victor „Sully” Sullivan
- 2011: Gwiezdne wojny: część VI – Powrót Jedi – Anakin Skywalker
- 2011: Hop – zając wielkanocny
- 2011: Niesławny: Infamous 2 – Joseph Bertrand
- 2011: Crysis 2 – żołnierz C.E.L.L.
- 2011: Tara Duncan – mistrz Szem
- 2011: Harry Potter i Insygnia Śmierci: Część 2 – Rubeus Hagrid
- 2010: Madagwiazdka – Święty Mikołaj
- 2010: God of War: Duch Sparty – Tanatos
- 2010: Hot Wheels: Battle Force 5 – Krocomodo
- 2010: Przyjaciel świętego Mikołaja – pan Stewart
- 2010: Battlefield: Bad Company 2 – sierżant Samuel Redford
- 2010: Wakfu – Albert
- 2010: Harry Potter i Insygnia Śmierci: Część 1 – Rubeus Hagrid
- 2010: Heavy Rain – Charles Kramer
- 2009: Królewna Śnieżka i siedmiu krasnoludków – leśniczy
- 2009: Dragon Age: Początek
- 2009: Uncharted 2: Pośród złodziei – Victor „Sully” Sullivan
- 2009: Harry Potter i Książę Półkrwi – Rubeus Hagrid
- 2009: Góra Czarownic – Marty
- 2008: Batman: Odważni i bezwzględni –
  - Kanjar Ro,
  - Merlin,
  - Slug,
  - Despero
  - Kafka / Shrapnel
- 2008: WALL·E – Janusz
- 2008: Opowieści z Narnii: Książę Kaspian – wilkołak
- 2007: Wiedźmin – Jakub de Aldelsberg
- 2007: Klub Winx – tajemnica zaginionego królestwa – narrator / lord Bartleby
- 2007: Zaczarowana
- 2007: Ratatuj – Mustafa
- 2007: Harry Potter i Zakon Feniksa – Rubeus Hagrid
- 2006: Krowy na wypasie − kogut
- 2006: Mój brat niedźwiedź 2 – ojciec
- 2006: Auta – pan Król
- 2006: Alex Rider: Misja Stormbreaker – Alan Blunt
- 2006:  Tom i Jerry: Piraci i kudłaci
- 2005: King Kong: Władca Atlantydy
- 2005: Ben 10 – Wes (odc. 31)
- 2005: Opowieści z Narnii: Lew, czarownica i stara szafa
- 2005: Podwójne życie Jagody Lee
- 2004–2008: Batman – profesor Hugo Strange
- 2004–2006: Liga Sprawiedliwych bez granic –
  - Ares,
  - generał Eiling
- 2004: Lucky Luke – sołtys
- 2004: Pupilek – generał
- 2004: Nascar 3D –
  - Mike Heltom,
  - Bill France Jr.,
  - Dw Synch,
  - Jeff Green,
  - Dave Hoots
- 2004: Iniemamocni – dyrektor
- 2004: Baśniowy świat 5 – wilk
- 2004: Atomowa Betty – Maksimus
- 2004: Gwiezdne jaja: Część I – Zemsta świrów –
  - Wilhelm Ostatni,
  - Santa Bravo
- 2004: Świątynia pierwotnego zła – najwyższy kapłan Belsornig
- 2003: Scooby Doo i meksykański potwór
- 2002: Epoka lodowcowa – Soto
- 2002: Piotruś Pan: Wielki powrót – kapitan Hak
- 2001–2004: Café Myszka
- 2001: Scooby Doo i cyberpościg – Wembley
- 2000: Ratunku, jestem rybką! – Krab
- 2000–2002: Owca w Wielkim Mieście
- 1999: Król sokołów – Balador
- 1994–1998: Spider-Man – Kraven
- 1994: Strażnik pierwszej damy
- 1988: Oliver i spółka – Fajans
- 1986: Wielki mysi detektyw – profesor Ratigan
- 1986: Amerykańska opowieść – uczciwy John